# Arnaud Trévisiol

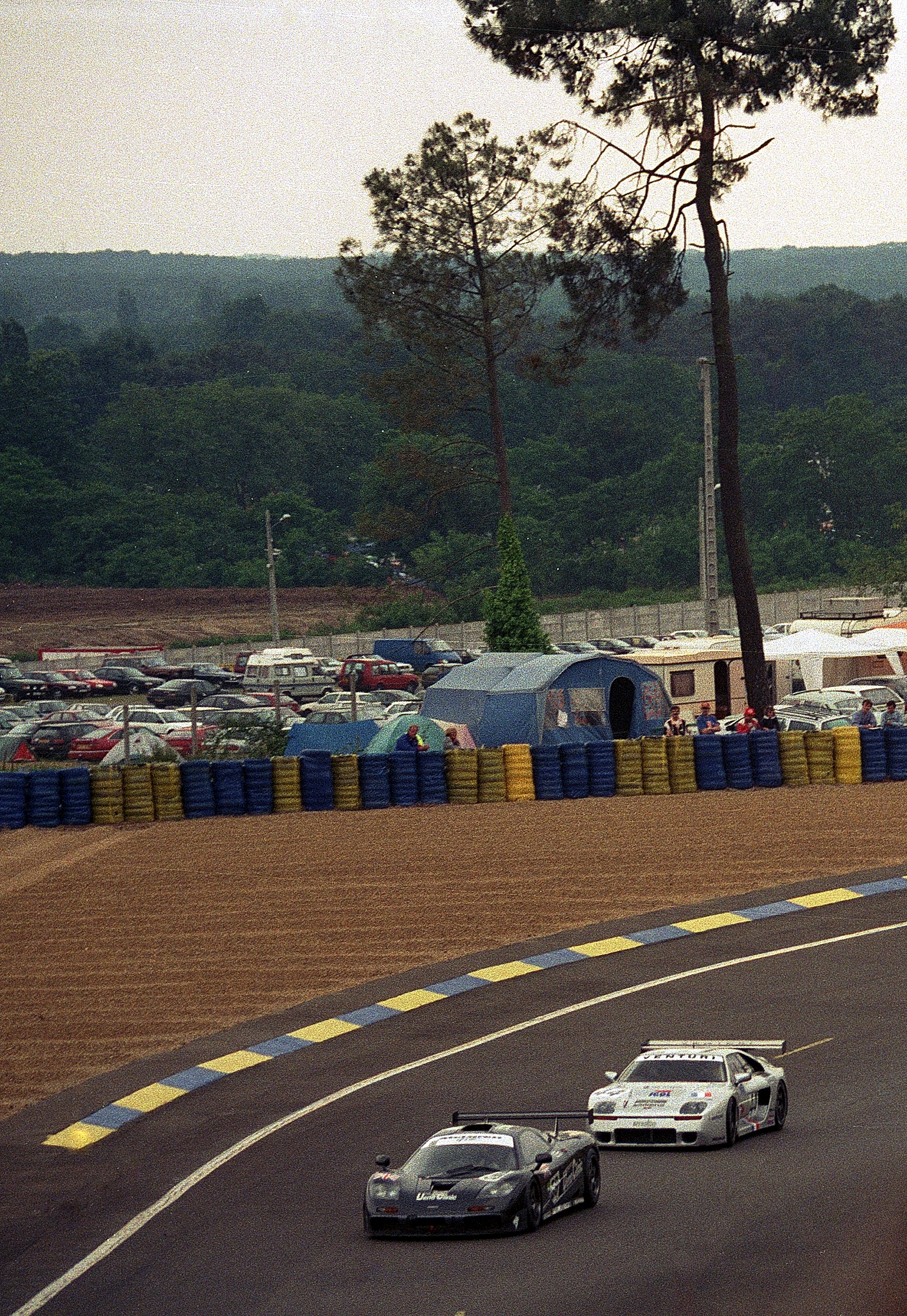
Der Venturi 600SLM (rechts) mit dem Arnaud Trévisiol beim 24-Stunden-Rennen von Le Mans 1995 am Start war

Arnaud Trévisiol (* 28. Juni 1966 in Briançon) ist ein ehemaliger französischer  Autorennfahrer.

## Karriere im Motorsport
Arnaud Trévisiol begann 1986 mit dem professionellen Motorsport. Erste Erfahrungen sammelte er im französischen Renault-5-Turbo-Cup und in der Formel-Ford-Meisterschaft seines Heimatlandes. 1988 wechselte er in die Französische Formel-3-Meisterschaft. Seine beste Saison hatte er 1990, als er Neunter in der Endwertung der Meisterschaft wurde, deren Gesamtwertung in diesem Jahr Eric Hélary für sich entschied.
Nach dem Ende der Monopostoaktivitäten stieg er in den GT- und Sportwagensport ein. Er bestritt Rennen im Porsche Carrera Cup Frankreich und wurde 1993 Gesamtzweiter im Peugeot 905 Spider Cup.
Trévisiol war in seiner Karriere zweimal beim 24-Stunden-Rennen von Le Mans am Start. 1995 für Venturi und  1996 für Welter Racing. Beide Male erreichte er keine Klassierung im Schlussklassement.

## Statistik

### Le-Mans-Ergebnisse
| Jahr | Team                   | Fahrzeug       | Teamkollege        | Teamkollege   | Platzierung     | Ausfallgrund |
| ---- | ---------------------- | -------------- | ------------------ | ------------- | --------------- | ------------ |
| 1995 | Venturi Automobiles SA | Venturi 600SLM | Jean-Marc Gounon   | Paul Belmondo | nicht klassiert |              |
| 1996 | Welter Racing          | WR LM96        | Sébastien Enjolras | William David | Ausfall         | Unfall       |